# Heilig Kreuz (Kiefersfelden)

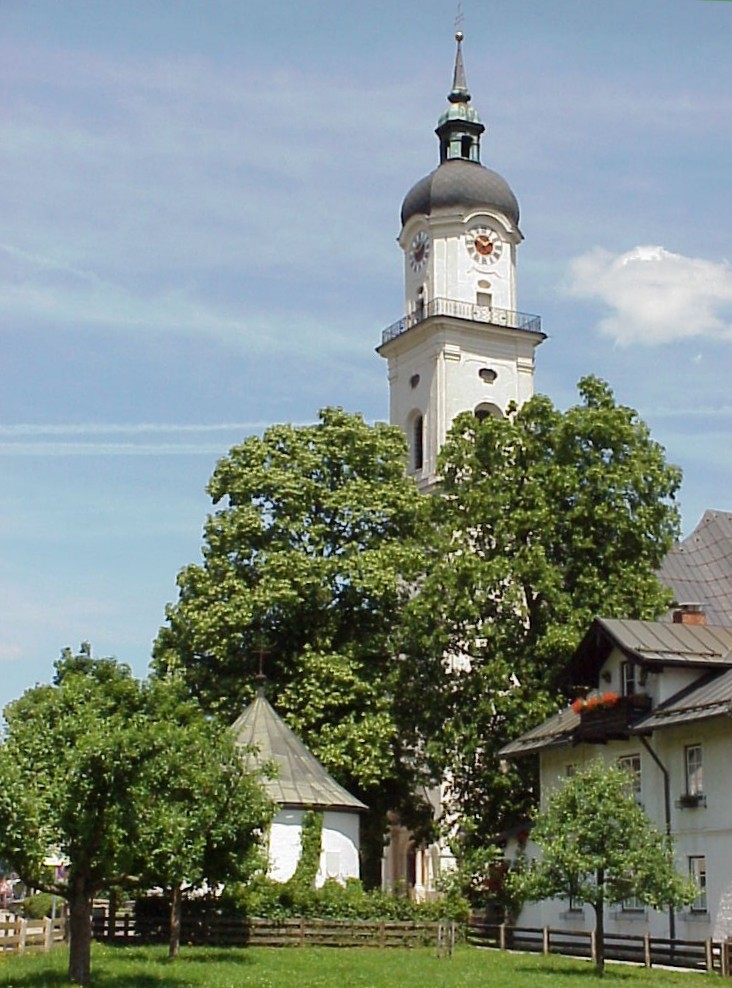
Die neue Pfarrkirche Hl. Kreuz

Die Pfarrkirche Heilig Kreuz befindet sich in Kiefersfelden im oberbayerischen Landkreis Rosenheim. Die Kirche gehört zum Dekanat Rosenheim im Erzbistum München und Freising.

## Geschichte
Eine Kirche mit dem Patronat des Heiligen Kreuzes findet sich in Kiefersfelden erstmals in der „Conradinischen Matrikel“ aus dem Jahr 1315. Ursprünglich handelte es sich um eine Filialkirche der Pfarrei Flintsbach, die bis ins 19. Jahrhundert Pfarrsitz des gesamten Gebietes mit den Filialen Audorf, Niederaudorf und Kiefersfelden war. Im Jahr 1424 erfolgte die Stiftung der „ewigen Messe“ und damit des Benefiziums.
Die Ordnung des Kirchenwesens in Bayern und damit in dieser Region geht bereits auf Bonifatius (672/73 – 754) zurück, der in enger Verbindung mit Herzog Odilo eine straffe Organisation einführte. Diese Leistung bestand in erster Linie in der Einrichtung der vier Bistümer Freising, Regensburg, Salzburg und Passau. Bei dieser Einteilung im Jahr 739 wurde der Inn als Grenze zwischen den Bistümern Salzburg und Freising festgelegt.

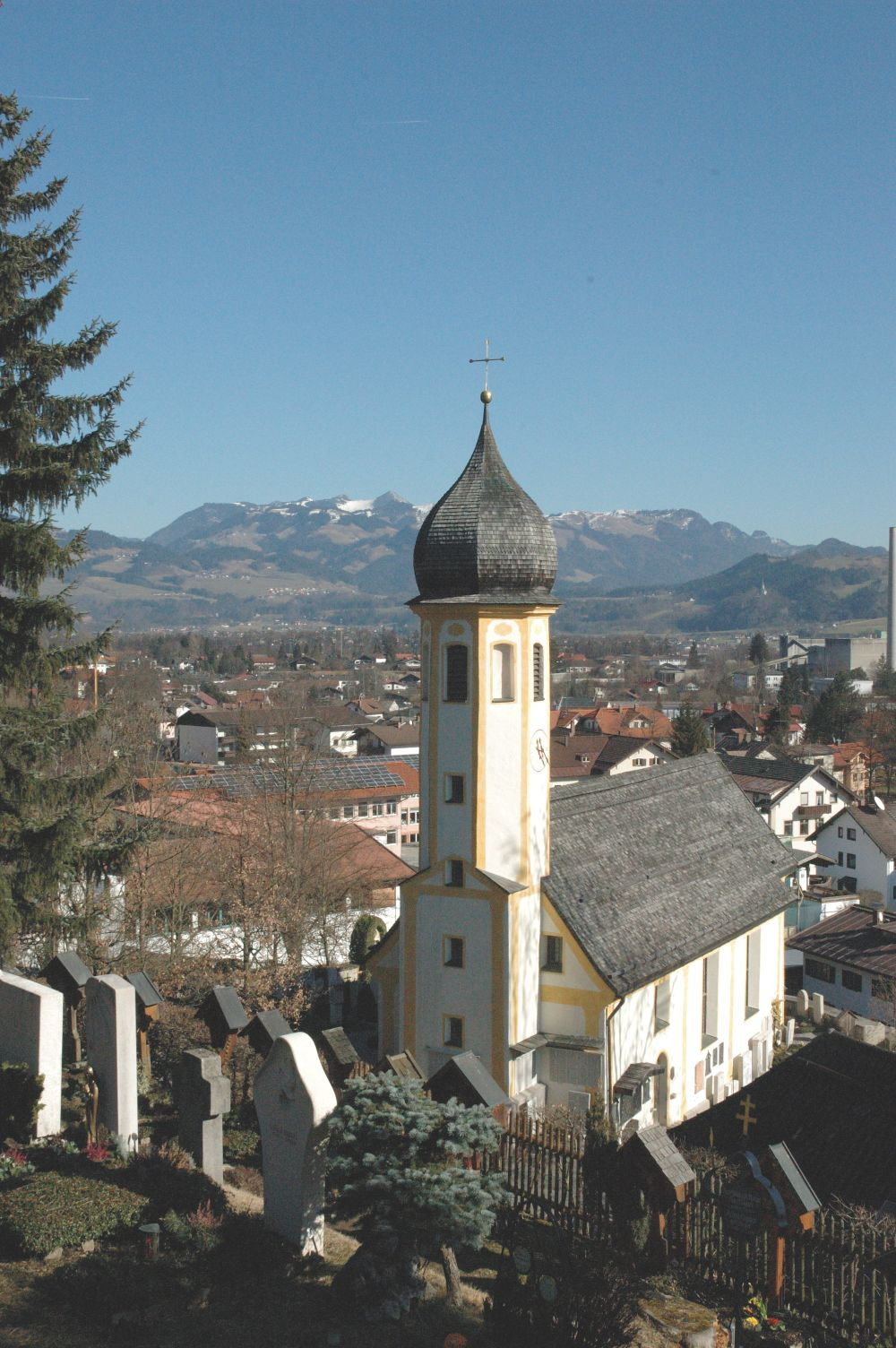
Die Alte Pfarrkirche Hl. Kreuz

Für Audorf ist bereits 792 die Existenz einer Kirche urkundlich belegt. Schon 788 wird eine „Celle ad Caofstain“ (Kufstein) erwähnt. Da die Mönche vielfach im Umkreis von einer Wegstunde um ihre Klöster als Zeichen ihrer Gebietsgrenzen Kreuzzeichen oder Kreuzeskirchen errichteten, wäre es möglich, dass schon in frühmittelalterlicher Zeit eine Kirche auf dem heutigen Gebiet der Gemeinde Kiefersfelden entstand.
Wegen dieser Grenzlage wurde das bayerische Oberinntal mehrfach durch Kriege in Mitleidenschaft gezogen. Vor allem der „Österreichische Erbfolgekrieg“ brachte 1742/43 wüste Verheerungen mit sich, als die Kirche Zu unserer Lieben Frau in Oberaudorf völlig zerstört wurde.
Von entscheidender Bedeutung für die „Kreuztracht“ (Kirchengemeinde) wie auch für die politische Gemeinde wurde die Entstehung eines Eisenhüttenwerkes ab 1696, das dem Ort neben dem bäuerlichen ein frühindustrielles Gepräge gab. Binnen kurzem schwoll die Einwohnerzahl von 400 auf 1000 an. Der Eigner des Werkes, Graf Fieger aus dem Zillertal, erwies sich in den folgenden Jahren als Förderer des kirchlichen Lebens in der Gemeinde, u. a. auch durch die Gründung einer Kreuzbruderschaft.
Am 6. November 1868 wurde das bisherige „Incurat-Benefizium“ Kiefersfelden zur selbstständigen Pfarrcuratie erhoben, der nun 632 Seelen angehörten. Am 16. September 1893 schließlich erlangte Kiefersfelden den Status einer unabhängigen Pfarrei.
Der Strukturwandel in der zweiten Hälfte des 19. Jahrhunderts veränderte auch das Gesicht der Gemeinde Kiefersfelden. Mit dem Anschluss an das Eisenbahnnetz 1858 kam der Tourismus in den Ort, was zu einer regen Bautätigkeit führte. Nach der Reichsgründung 1871 sah sich das Hüttenwerk einer übermächtigen elsässisch-lothringischen Konkurrenz ausgesetzt. Der Niedergang des Hüttenwerks wurde jedoch durch die Entstehung der Marmorindustrie Kiefer kompensiert (Gründungs-Generalversammlung am 1. April 1883). Diese Marmor-Industrie erwies sich in Zukunft als großzügiger „Sponsor“ der Kirchengemeinde Kiefersfelden. Im Jahre 1907 beschäftigte das Werk – alle Betriebe und Filialen zusammengenommen – 60 Angestellte und 615 Arbeiter. Um 1900 zählte die Gemeinde wieder 1000 Einwohner.

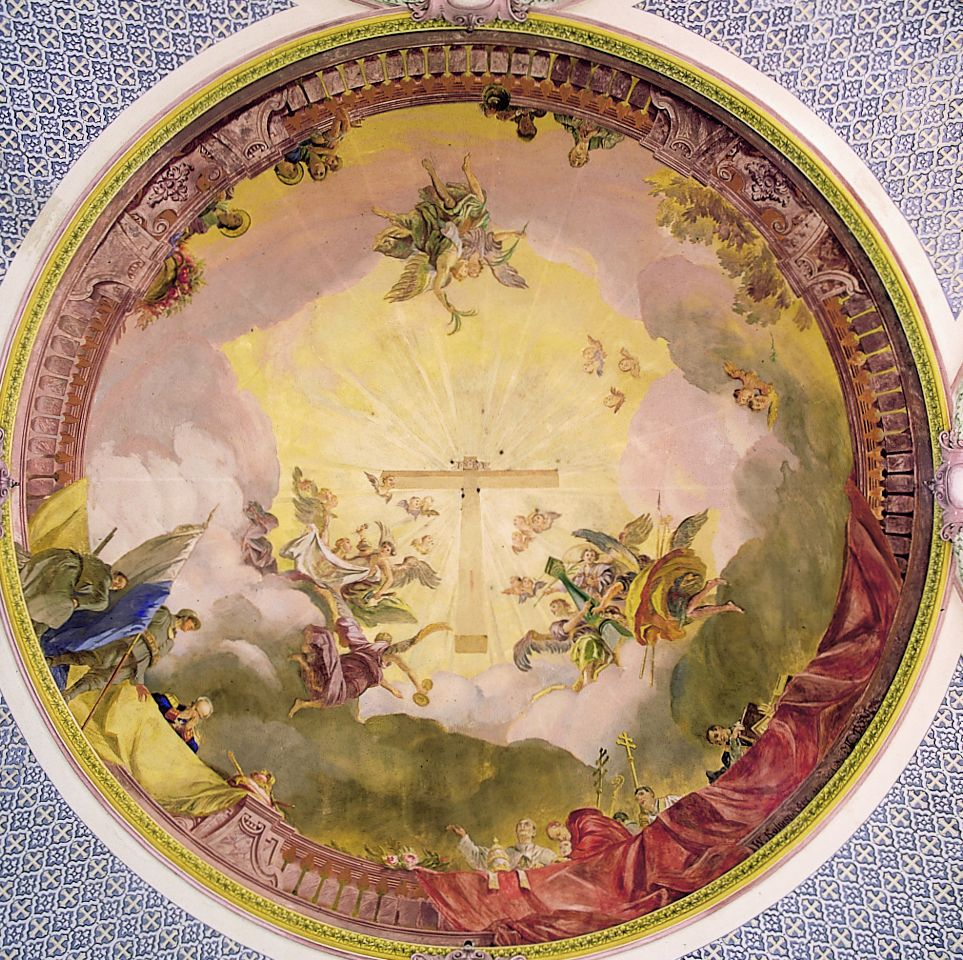
Deckenfresko der Verherrlichung des Kreuzes (1926)

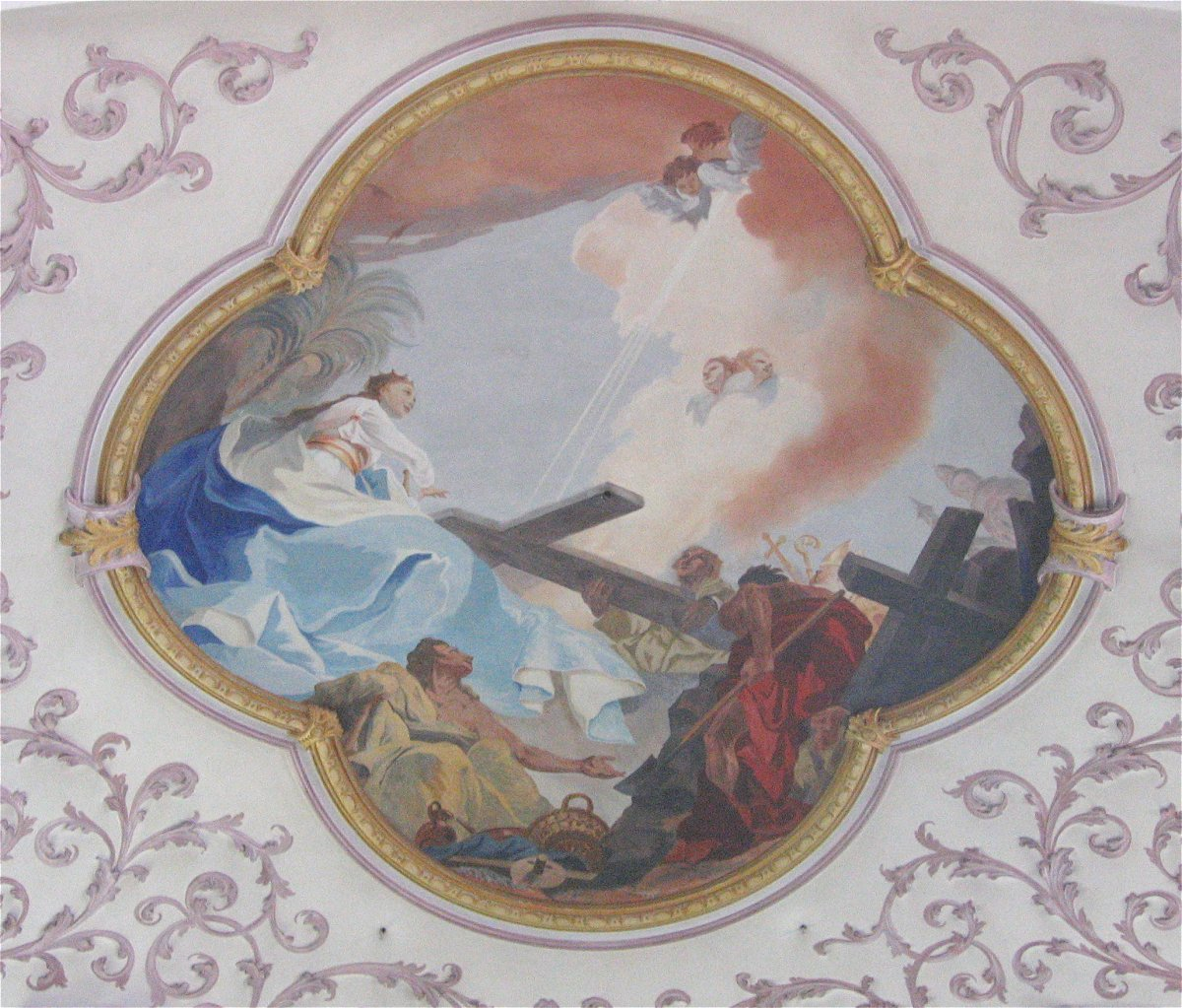
Deckenfresko

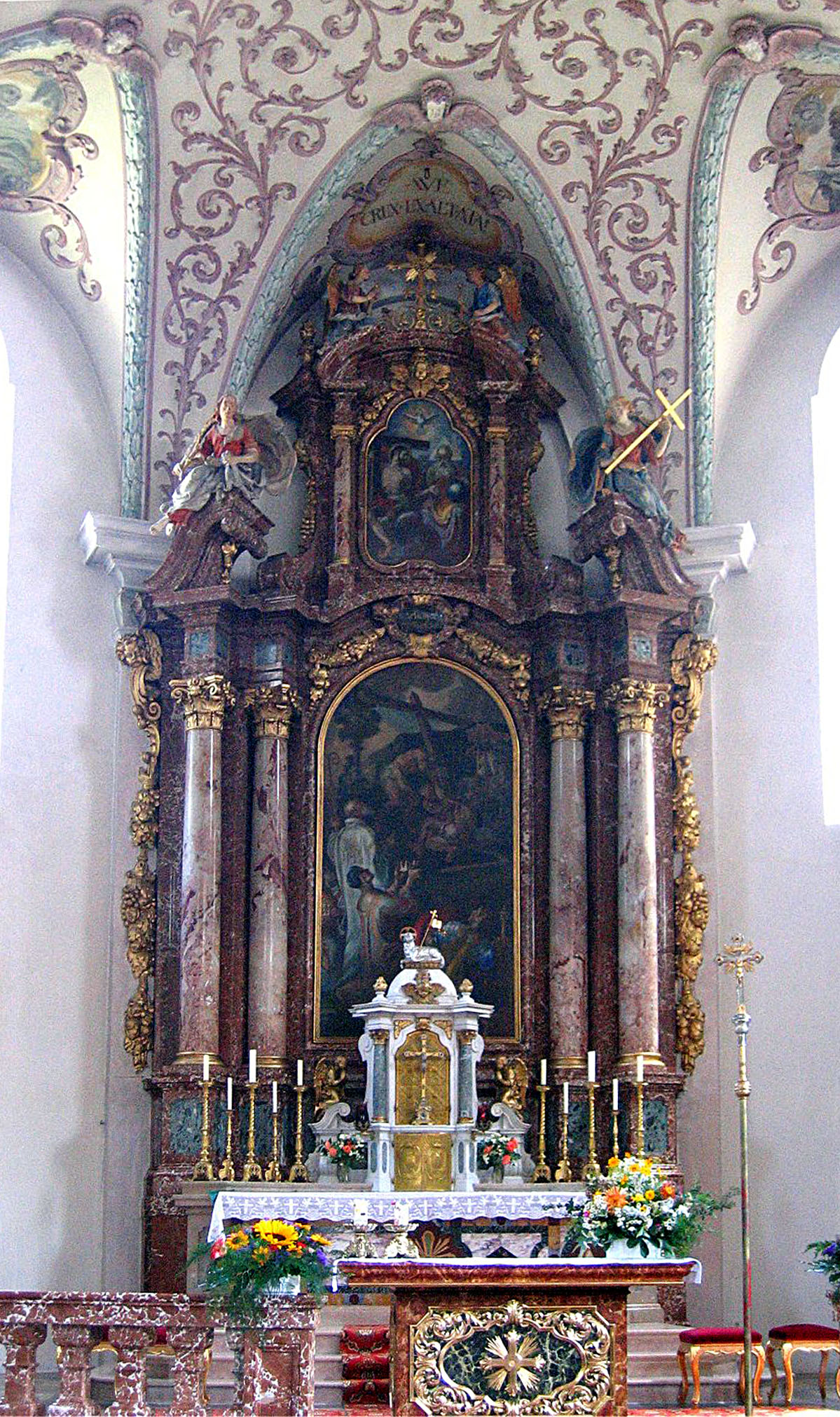
Hauptaltar

## Bauwerk
Mit dem Amtsantritt des Pfarrers Johann von Gott Gierl am 2. August 1894 reiften wegen der Platznot in der alten Kirche am Buchberg Pläne erst für eine Erweiterung und dann für den Bau eines neuen Gotteshauses heran. Es dauerte jedoch wegen zahlreicher Rückschläge bis zum 10. Juli 1904, ehe Pfarrer Gierl mit der Grundsteinlegung sein großes Ziel, den Kirchenneubau, endgültig ansteuern konnte.

### Architekt Johann Baptist Schott
Als Architekt war Johann Baptist Schott (1853–1913) gewonnen worden, zu seiner Zeit der führende Baumeister im Sakralbau auf dem Land. Ab der Jahrhundertwende hatte Schott den historisierenden Stilrichtungen der Neuromanik oder der Neugotik den Rücken gekehrt und ausschließlich Pläne im neubarocken Stil entworfen. Dabei ging es ihm nicht um Kopien, sondern um die Weiterentwicklung dieses Stiles nach eigener Interpretation.
Die Kunstgeschichte zählt Schott zum ersten Wegbereiter des „Heimatstils“, einer Modifizierung des Neubarocks, die das Ziel vorgibt, ausschließlich auf heimische Künstler und Handwerker wie auch auf Baumaterialien aus der Region zurückzugreifen. Weiteres Charakteristikum des schottischen „Heimatstils“: Die Kirche soll malerisch auf einem freien Platz gelegen mit möglichst hohem Kirchturm ein Identifikationsmerkmal des jeweiligen Ortes bilden. Eine andere Eigenart Schotts, der sich als Gestalter eines Gesamtkunstwerkes sah, bestand darin, jeden Sakralbau vom Fußboden bis zur Kirchturmspitze bis ins letzte Detail selbst zu entwerfen.

### Ausstattung
Gestalterische Höhepunkte bietet die neue Pfarrkirche Hl. Kreuz in Kiefersfelden zur Genüge. Zuerst sticht dem Kirchenbesucher der Hochaltar ins Auge, ein mächtiges, 9,5 Meter hohes Barock-Retabel. Ausgeführt wurde der Hochaltar durch die Marmor-Industrie Kiefer und 1906 in der neuen Kirche aufgestellt. Zuvor hatte das Kunstwerk aus verschiedenen Kalksteinsorten, wie dem Adneter Marmor bestanden und am Untersberger Marmor gewonnen worden waren, hohe Auszeichnungen erhalten.
Einen weiteren gestalterischen Höhepunkt bilden die Deckenfresken Waldemar Kolmspergers d. Ä. (1852–1943), die das Patronat der Kirche thematisieren. Neben der Auffindung des heiligen Kreuzes durch die Kaiserinmutter Helena im Chor besticht vor allem die Verherrlichung des heiligen Kreuzes in der 1,5 Meter tiefen Flachkuppel der Vierung durch die künstlerische Raffinesse. Diese barocke Illusionsmalerei in Untersicht, die durch die Einbeziehung zeitgenössischer Personen in das Bild die Illusion von Wirklichkeit erwecken will, zählt mit ihren extremen Verkürzungen und weit aufgerissenen visionären Himmelslandschaften zu einem der Höhepunkte der Pfarrkirche.
Die Kirche ist innen 43 m lang und 24 m breit, zur Kuppel sind es 13,6 m. Der Altarraum ist 11,3 m breit und 10,6 m hoch. In den Bänken sind knapp 400 Sitzplätze.

## Pfarrgemeinde
Zwei Weltkriege und Notzeiten bewirkten, dass die Innenausstattung der Kirche erst 1946 mit der Fertigstellung der Seitenaltäre durch die Marmorindustrie Kiefer AG endgültig ihr heutiges Aussehen gewann.
Mit der Neugestaltung des Kirchenvorplatzes 1991 und dem 1,5 Millionen Euro teuren Bau des Pfarrheimes, das 2002 eingeweiht wurde, erhielt das Gesamtareal sein heutiges Aussehen.
Die Pfarrgemeinde zählt heute 3050 Mitglieder. Am 6. Mai 2007 feierte der gesamte Ort Kiefersfelden mit zahlreichen Veranstaltungen „Hundert Jahre Pfarrkirche Hl. Kreuz“, am 16. September 2018 125 Jahre Pfarrei.